# エピスコープ

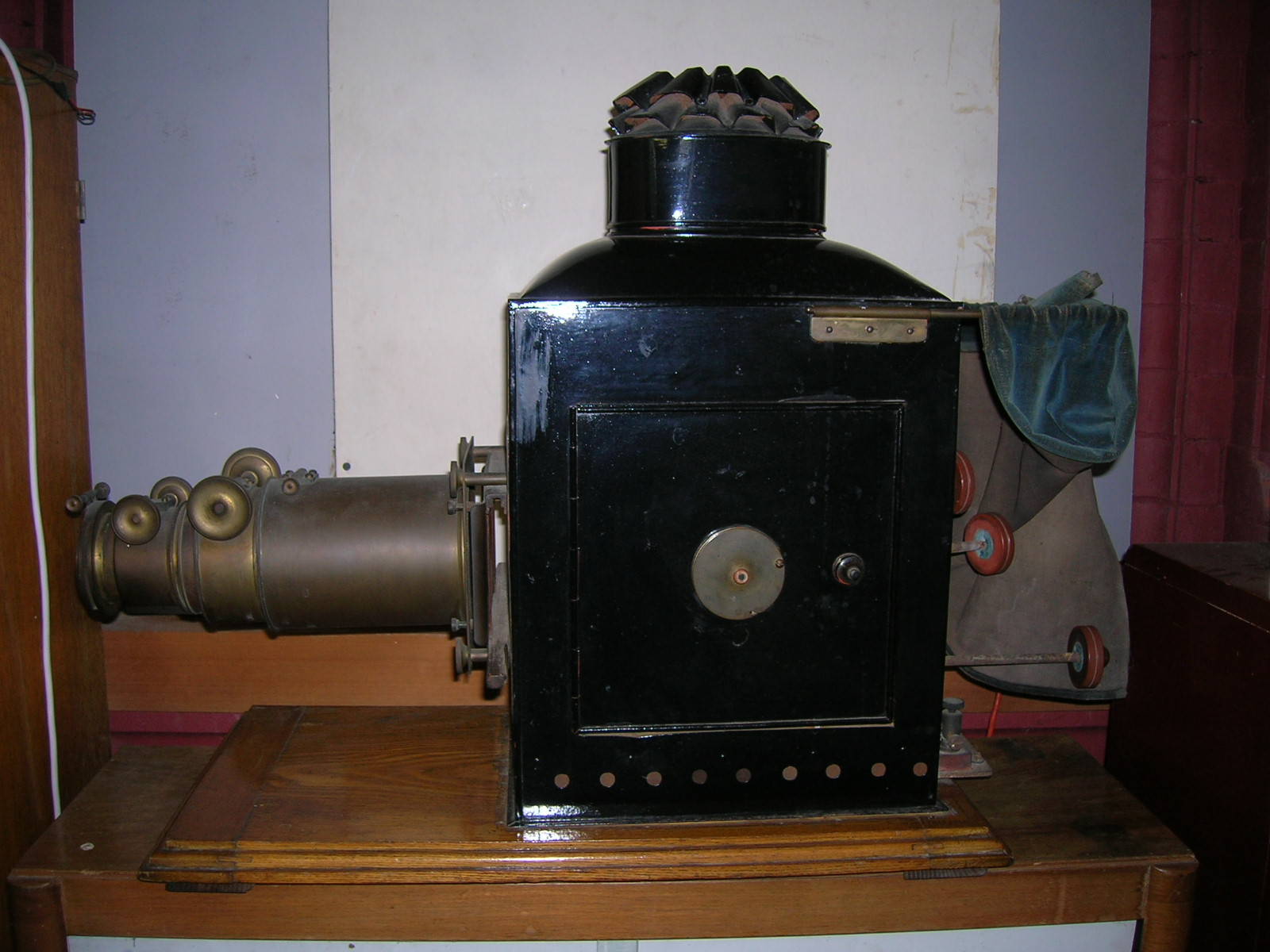
ケンブリッジ大学で19世紀に使っていたエピスコープ

エピスコープ（英語: episcope）またはオペークプロジェクタ（英語: opaque projector）は、オーバーヘッドプロジェクタの元となった機械。他に実物幻灯機、実物投影機、反射幻灯機（反射式幻灯機）、epidioscopeあるいはepidiascopeとも呼ばれる。
不透明な物体を明るい光源（照明）で照らし、その反射光により像を投影する。また、スクリーンに像を結ぶためにレンズやプリズムが使われる。反射光を投影するため、オーバーヘッドプロジェクタに比較してより明るい照明とより大きなレンズを必要とする。初期の製品ではライムライトが利用され、その後の製品でも小型の製品ではハロゲンランプ、大型のスクリーンに投射するものではメタルハライドランプといった、発光に際して熱放射も発生する光源が利用された。そのため、光源の熱で機器の材質や投影対象物がダメージを受けないように注意が必要となり、投影に際して原稿に放射熱が行かないよう工夫が凝らされたり、絶えず冷却した。しかしそれでも長時間の投影には向かなかった。このため、エピスコープはオーバーヘッドプロジェクタほど普及することはなかった。
エピスコープは一般に、本のページ、絵画、鉱物標本、葉などを投影するのに使われることが多い。オーバーヘッドプロジェクタのように講義や講演で使われる以外に、芸術家が画像を拡大する道具として使い、大きなキャンバス（あるいは壁画を描く壁）に投影するのに使われた。20世紀中ごろまで安価なエピスコープが子供向けの玩具としても売られていた。最低限レンズと電球（懐中電灯）と箱さえあれば自作も可能であり、作り方を記した本が存在するなど子供向けの工作の題材としても使われていた。
前述のした通り明るさや熱処理の面で難点があり、ビデオカメラが小型かつ安価になってからは、「書画カメラ」と呼ばれるテーブルの上にビデオカメラと照明が取り付けられた装置に取って代わられた。